# Matic in Blažka
Matic in Blažka (COBISS) je socialno - psihološko mladinsko prozno delo avtorice Janja Vidmar. Knjiga je izšla v zbirki Navihanček pri založbi Karantanija, leta 2009. Knjigo je ilustrirala Katra Štrukelj. To je že šesta zgodba o Maticu. 

## Književne osebe
Matic je glavni junak in obiskuje 3. b razred. Je edinec, ki si želi domače živali. Matic je na začetku zgodbe poln predsodkov do Blažke nato pa spozna v kakšni stiski živi in skupaj z Urošem ji skušata pomagati. Kljub nekaj zapletom jima na koncu to tudi uspe. 
Blažka je druga osrednja oseba v tej knjigi. Tudi ona obiskuje 3. b razred, vendar se z sošolci ne razumejo. Nihče ne ve zakaj se ne razumejo, samo nočejo se družiti z njo, saj nosi stare škornje in prevelike bunde. Blažka zbira star papir, da si bo lahko plačala končni izlet. Na koncu knjige Blažka dobi nove prijatelje.
Uroš Tudi Uroš obiskuje 3. b razred. Je Matičev prijatelj in tudi se ne druži z Blažko, čeprav ne ve zakaj. V knjigi pomaga Maticu pri njegovem načrtu. 
Stranski liki: Matičevi starši, sošolci in sošolke 3. b razreda, učiteljica 3. b razreda

## Analiza dela
Sodobna pravljica, ki obravnava drugačnost med otroki. Kraj dogajanja je v šoli in pri Maticu doma. Glavni književni osebi sta Matic in Blažka, učenca 3. b razred. Uroš, Matičevi starši, sošolci in učiteljica pa so stranske književne osebe. Čas dogajanja je februarja – okoli pusta.  

V uvodu zgodbe je predstavljen odnos Matica in ostalih učencev 3. b do sošolke Blažke.  Zaplet zgodbe predstavlja Matičevo spoznanje, da je Blažka revna in mora zbirati star papir, da bo lahko odšla z njimi na končni izlet. Odloči se da ji bo pomagal. Razplet zgodbe je pričakovan saj sošolci s pomočjo Matica Blažko sprejmejo medse in ji pomagajo zbirati star papir, da bo lahko odšla z njimi na končni izlet.